# Schagen

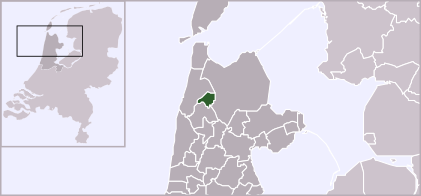
Schagens läge

Schagen (västfrisiska: Skagen) är en kommun i provinsen Noord-Holland i Nederländerna. Kommunens totala area är 19,35 km² (där 0,50 km² är vatten) och invånarantalet är på 18 198 invånare (2004).